# Dichocrocis bimaculalis
Dichocrocis bimaculalis là một loài bướm đêm trong họ Crambidae.